# Galșa
Galșa – wieś w Rumunii, w okręgu Arad, w gminie Șiria. W 2011 roku liczyła 2178 mieszkańców. 